# Дженнингс, Джозеф
Джозеф Рэли «Джо» Дженнингс (англ. Joseph Raleigh "Joe" Jennings) — американский арт-директор и художник-постановщик.
Начал свою карьеру в киноиндустрии в начале 1970-х годов. Работал арт-директором над телесериалами: «Дымок из ствола», «Петрочелли» и «Проект Н.Л.О». В 1979 году впервые приступил к работе над крупным голливудским проектом.
Вместе с Харольдом Микелсоном, Леоном Харрисом, Джоном Валлоне и Линдой ДеСенной, был номинирован на премию «Оскар» в категории «Лучшая работа художника-постановщика», за фильм «Звёздный путь» 1979 года.
Джо Дженнингс умер в Уэст-Хиллз, Лос-Анджелесе, Калифорния, 1 апреля 2015 года в возрасте 93 лет. Его пережила его жена Джин, которая умерла в 2018 году.

## Известная фильмография
- Звёздный путь (1979)
- Звёздный путь 2 (1982)
- Жёлтая борода (1983)